# Оахака (город)
Оаха́ка, Оаха́ка-де-Хуа́рес (исп. Oaxaca de Juárez) — город в Мексике, столица штата Оахака и административный центр одноимённого муниципалитета. Численность населения, по данным переписи 2010 года, составила 255 029 человек.
Город обслуживает международный аэропорт Оахака.

## География
Расположен в горах Сьерра-Мадре-дель-Сур, в южной части Мексики, примерно на равном расстоянии от Тихоокеанского и Атлантического побережий.
Высота 1557 метров над уровнем моря. Рядом с городом находится археологический памятник Монте Альбан, включённый в список Всемирного Наследия ЮНЕСКО. В этот список также включён и сам центр города Оахака.

## История
На месте современной Оахаки за многие годы до прихода испанцев были поселения сапотеков и миштеков, находившиеся в сфере влияния соседнего города, известного сейчас как Монте Альбан. Колониальная Оахака была основана в 1532 году испанскими переселенцами, пришедшими вслед за Эрнаном Кортесом. Сначала они основали город под названием Антекера (Antequera), и Оахака до сих пор известна под прозвищем «Зеленая Антекера» (Verde Antequera). Но Кортес добился того, что вся долина Оахаки была признана его личной собственностью, а переселенцев оттуда выселили. В 1532 году король Испании Карл I подписал указ, согласно которому права переселенцев были восстановлены.
В 1832 году город получил название «Оахака», что с языка науатль переводится как «Место, где начинает расти уахе» (вид растения). До 1872 года город назывался просто Оахака, после чего к названию было добавлено имя родившегося неподалёку национального героя Мексики Бенито Хуареса. В 1897 году в Оахаке появился собственный праздник, Ночь редиса.
Население Оахаки больше чем наполовину (60-70 %) состоит из индейцев и их борьба против колониализма и капитализма уходит корнями более чем на пятьсот лет в прошлое. В июне 2006 года начался конфликт в Оахаке: 70 000 бастующих собрались на улицах Оахака-де-Хуарес, чтобы потребовать повышение зарплаты до уровня прожиточного минимума. 14 июня полиция атаковала разбитый бастующими лагерь, но они оказали сопротивление, вытеснив полицию из центра города, захватив правительственные здания и выгнав политиканов, построили баррикады, чтобы не дать им вернуться. Оахака был самоорганизованным и автономным в течение 5 месяцев, пока не пришли федеральные войска.

## Климат
| Показатель                    | Янв. | Фев. | Март | Апр. | Май  | Июнь | Июль | Авг. | Сен. | Окт. | Нояб. | Дек. | Год  |
| ----------------------------- | ---- | ---- | ---- | ---- | ---- | ---- | ---- | ---- | ---- | ---- | ----- | ---- | ---- |
| Средний суточный максимум, °C | 25   | 27   | 29   | 31   | 31   | 28   | 28   | 27   | 27   | 26   | 26    | 25   | 27,5 |
| Средняя температура, °C       | 17,1 | 18,9 | 20,7 | 22,4 | 22,6 | 21,8 | 20,0 | 20,6 | 20,5 | 19,5 | 18,4  | 17,4 | 20   |
| Средний суточный минимум, °C  | 8    | 10   | 12   | 14   | 15   | 16   | 15   | 15   | 14   | 13   | 11    | 9    | 12,7 |
| Норма осадков, мм             | 3    | 5    | 15   | 38   | 81   | 170  | 89   | 104  | 124  | 51   | 10    | 5    | 695  |

## Население
По переписи 2005 года, население города Оахака составляло 258 008 человек, муниципального образования Оахака 265 033 человека, а агломерации 500 970 человек. 95 % населения составляют индейцы и метисы, оставшиеся 5 % — белое (европейское) и чёрное население. В Оахаке самая большая доля индейского населения из всех городов Мексики — 60—70 %. Здесь также много иммигрантов из Центральной Америки, особенно Гватемалы и Сальвадора. Большинство из них — нелегальные иммигранты, которые намеревались отправиться в Соединённые Штаты Америки, но решили остаться в Мексике.

## Экономика и туризм
Город Оахака является главной достопримечательностью штата, который также экономически зависит от туризма. С 1984 по 2009 год туризм стал доминирующим фактором в экономике Оахаки. Достопримечательностями являются зелёные пейзажи долины Оахака, а также архитектурное и культурное очарование самого города. Около 77 % населения муниципалитета Оахака занято в той или иной степени в сфере туризма. Протесты в Оахаке 2006 года оказали серьёзное негативное влияние на туризм. Следующими по величине секторами экономики являются горнодобывающая промышленность и обрабатывающая промышленность, в которых занято 20 % рабочей силы.
Центр города был включён в список объектов Всемирного наследия ЮНЕСКО в знак признания многочисленных исторических зданий и памятников города. Туристическая активность достигает пика в три сезона: Страстная неделя, лето и Новый год. Многие туристы, приезжающие на Страстную неделю и на Новый год, приезжают из других частей Мексики, в том числе и коренные жители Оахаки, возвращающиеся с работы. Большинство иностранных туристов приезжает летом.

## Инфраструктура
- Автономный университет Бенито Хуареса.
- Театр Маседоньо Алькала
- Текстильный музей
- Музей филателии
- Ботанический сад Охаки

## Фотографии

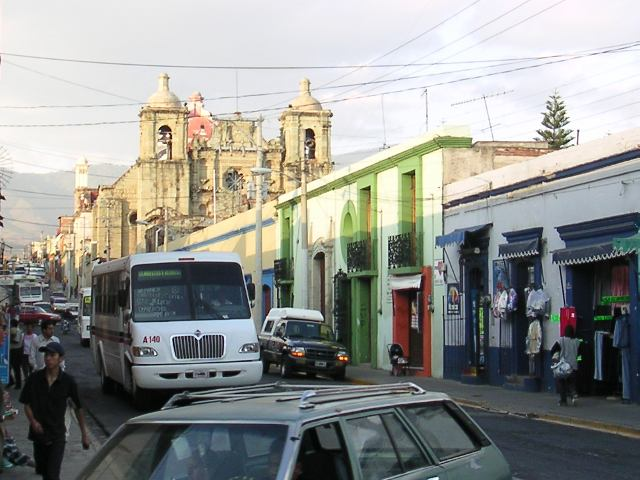
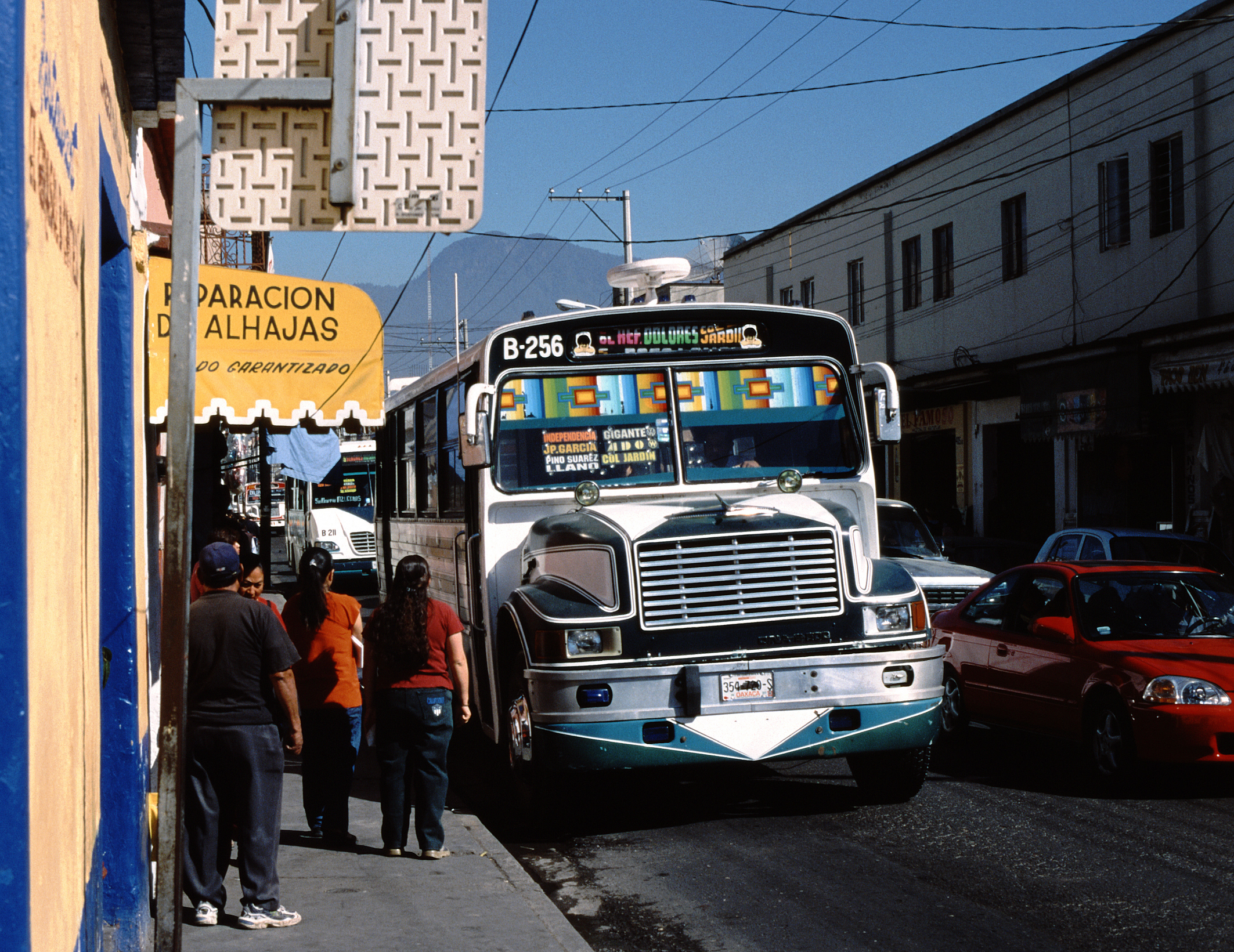
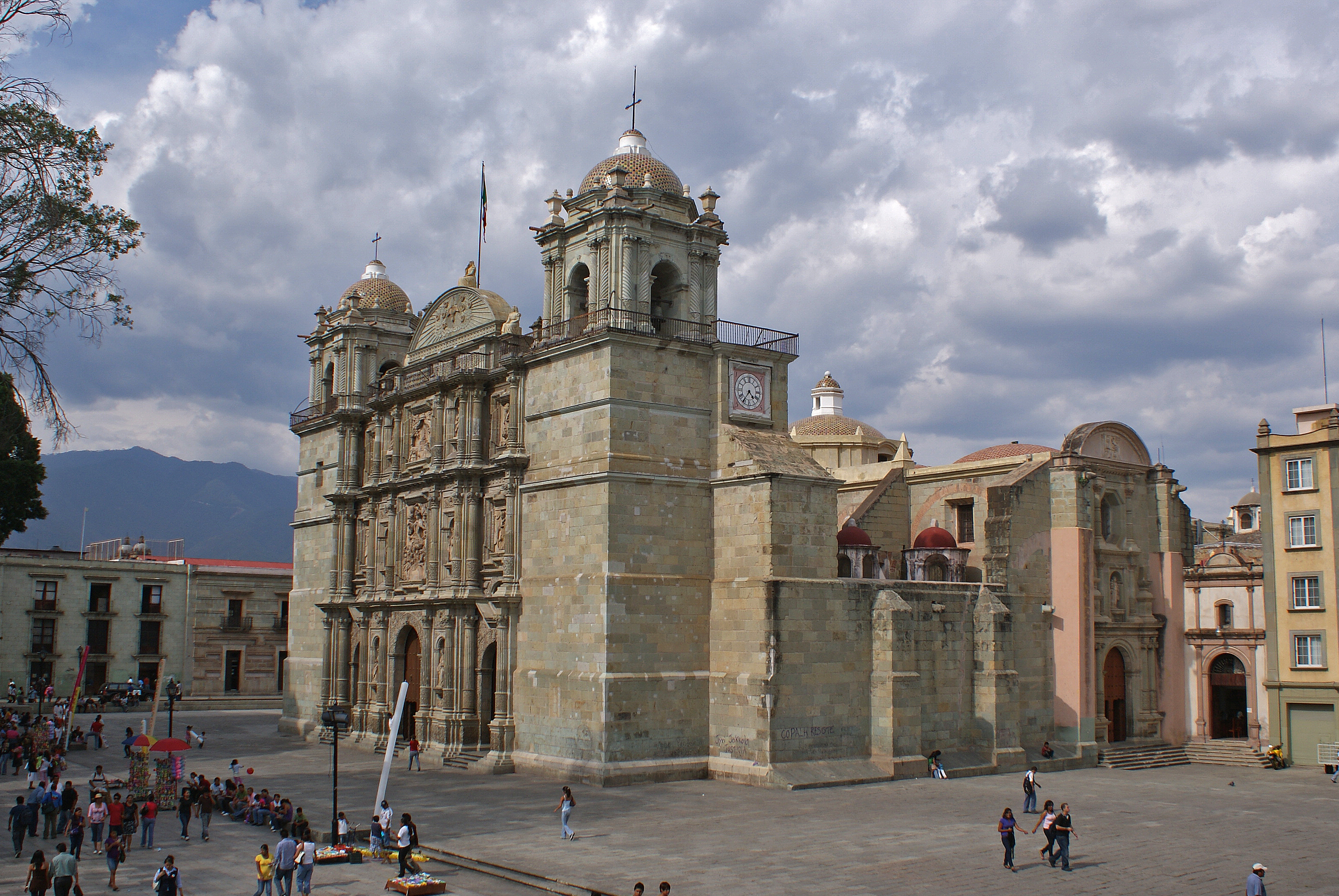
Собор Оахаки
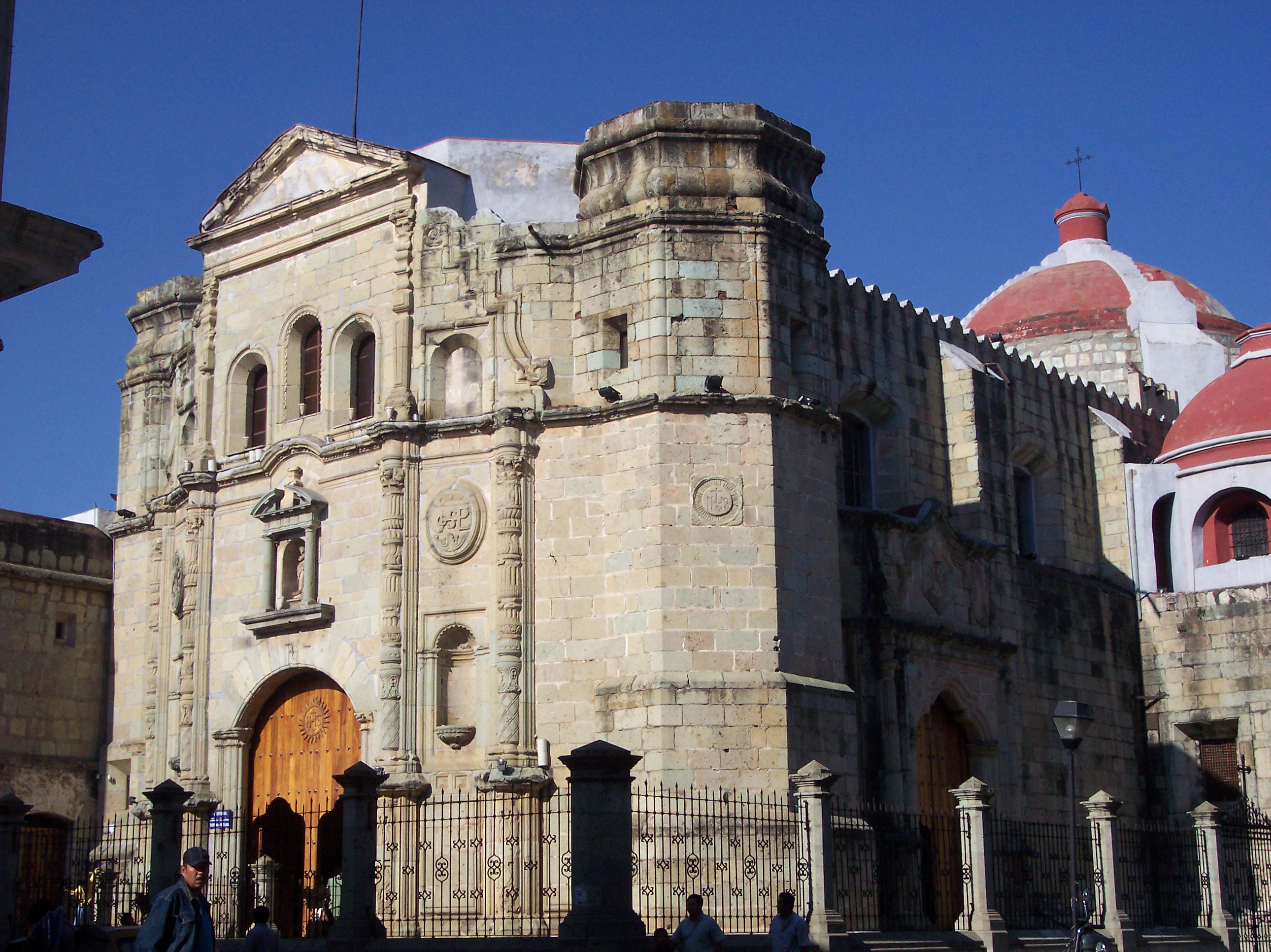
Интерьер церкви Санто-Доминго
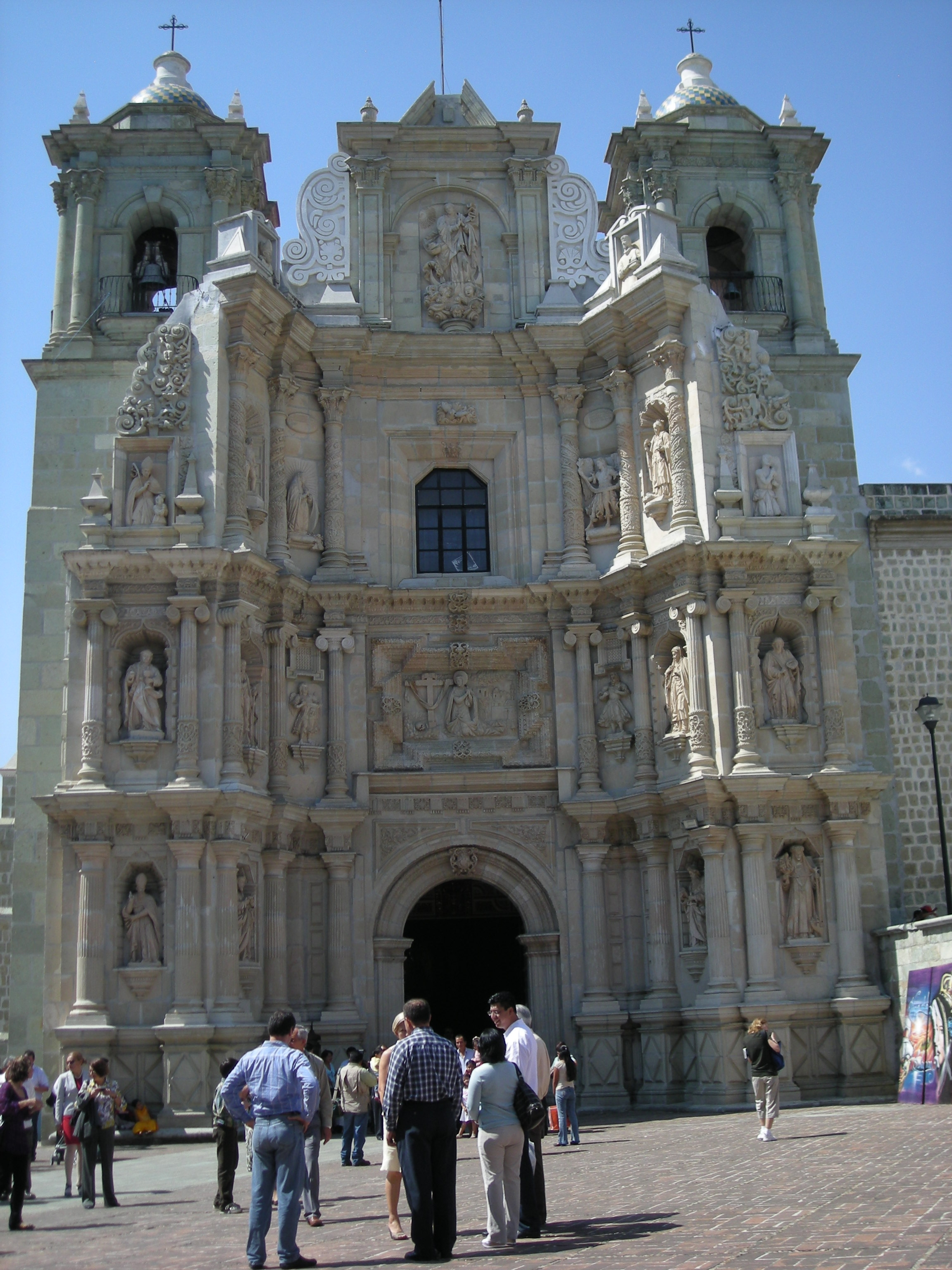
Базилика Богоматери Одиночества